# Przysieka Stara
Przysieka Stara – historyczna wieś w województwie wielkopolskim, w powiecie kościańskim, w gminie Śmigiel, położona 6 km na południe od Kościana. Obecnie dwie miejscowości: Stara Przysieka Pierwsza i Stara Przysieka Druga. W latach 1975–1998 miejscowość administracyjnie należała do województwa leszczyńskiego.

## Historia
Do 1797 r. wieś była własnością cystersów z Przemętu. Potem nabyli Przysiekę hr. z Sienna Potworowscy, właściciele dóbr kobylnickich, położonych w powiecie kościańskim. Dalszym właścicielem majątku był hrabia Edward Potworowski. Wskutek przedwczesnej śmierci syna Romana, Przysieka przeszła na własność hrabiego Zygmunta z Bytnia Kurnatowskiego, syna marszałka Stanisława Kurnatowskiego z Pożarowa i Eleonory z hrabiów Potworowskich. Należała do Kurnatowskich do 1939 r.
Murowany dwór w stylu barokowym zbudowany został w XVII w. przez cystersów, którzy naokół niego założyli obszerny park. Podczas wojen szwedzkich Przysieka dostarczała ówczesnej fortecy kościańskiej podziemnymi kanałami wodę źródlaną.
W Przysiece Starej urodzili się:
- Zygmunt Kurnatowski-Mielżyński (1909-1940) – ziemianin, podporucznik pilot rezerwy Wojska Polskiego, ofiara zbrodni katyńskiej.
- Andrzej Kurnatowski – powstaniec wielkopolski i ziemianin
- Antoni Nosek – żołnierz Wojska Polskiego, Polskich Sił Zbrojnych na Zachodzie, oficer Armii Krajowej, kapitan artylerii służby stałej, cichociemny.